# Meinrad Perrez

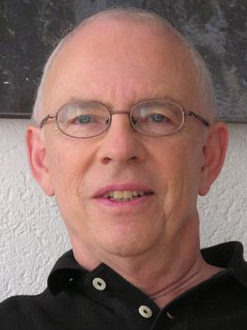
Meinrad Perrez (2012)

Meinrad Perrez (auch: Meinrad Paul Perrez) (* 24. März 1944 in Dagmersellen; heimatberechtigt in Dagmersellen) ist ein Schweizer Psychologe. Er ist emeritierter Professor für Klinische Psychologie an der Universität Fribourg und Forscher auf den Gebieten der Klinischen Psychologie, besonders der Stress- und Familienforschung.

## Biografie
Meinrad Perrez absolvierte die Matura in der Schweiz und studierte von 1964 bis 1971 Psychologie, Philosophie und Erziehungswissenschaften in Paris (bis 1965), Innsbruck (bis 1968) und Salzburg. 1971 erwarb er in Salzburg den akademischen Grad eines Dr. phil. (Zum Problem des wissenschaftlichen Status der psychoanalytischen Theorie).
Von 1971 bis 1973 arbeitete er als Assistent am Psychologischen Institut der Universität Salzburg. 1973 nahm er einen Ruf als Professor für Psychologie (AH5) an die Freie Universität Berlin an. 1975 wechselte er auf eine Professur für Erziehungswissenschaften an der Universität Fribourg. Nach der Ablehnung eines Rufes 1981 auf den Lehrstuhl für Klinische Psychologie an der Naturwissenschaftlichen Fakultät der Universität Salzburg nahm er im gleichen Jahr die Berufung auf ein Ordinariat für Klinische Psychologie an der Universität Fribourg an, wo er bis zu seiner Emeritierung im Herbst 2011 in leitender Funktion auf diesem Gebiet wirkte und dieses Fach in Fribourg aufbaute.
Meinrad Perrez ist verheiratet, aus der Ehe stammen zwei Kinder.

## Wissenschaftliche Funktionen
Seit 2001 war Perrez Mitglied und von 2004 bis 2010 Präsident der Abteilung I (Geistes- und Sozialwissenschaften) des Schweizerischen Nationalfonds zur Förderung der wissenschaftlichen Forschung (SNF).
Perrez war Mitglied des Vorstandes der Deutschen Gesellschaft für Psychologie (1996–1998) sowie Präsident der Schweizerischen Gesellschaft für Psychologie (1987–1989). Er ist Mitbegründer der European Society on Family Relations (ESFR) und war Mitherausgeber verschiedener internationaler Fachzeitschriften sowie Gastprofessor an zahlreichen Universitäten des In- und Auslandes.
1993 gehörte er zu den Begründern des interfakultären Instituts für Familienforschung und ‑beratung an der Universität Fribourg und war von 1993 bis 1999 sein erster Direktor. Auf seine Initiative geht auch die Gründung des Zentrums für Testentwicklung und Diagnostik wesentlich zurück, welches den Eignungstest für das Medizinstudium in der Schweiz durchführt und u. a. auf dem Gebiet der computerunterstützten Diagnostik durch die Entwicklung und Herausgabe des Hogrefe TestSystems langjährig aktiv war.
1982/83 war er Dekan der Philosophischen Fakultät der Universität Fribourg und fünf Amtsperioden als Direktor bzw. Präsident des Departements für Psychologie tätig.
Seit 2013 ist Meinrad Perrez Ehrenmitglied der Schweizerischen Gesellschaft für Psychologie (SGP). sowie der Schweizerischen Gesellschaft für Gesundheitspsychologie (SGGPsy).
Aus seinen Schülern ging eine stattliche Zahl von Professoren hervor, die an in- und ausländische Universitäten berufen worden sind. Als Wissenschaftler und in seinen Ämtern setzte er sich besonders für die Förderung der internationalen Kooperation von Wissenschaft über nationale und ideologische Grenzen hinweg ein. Hervorzuheben sind hier sein Engagement in Russland (u. a. als wissenschaftlicher Berater des Bechterew-Instituts St. Petersburg) und in China. Im folgenden Zitat kommt die Haltung fokussiert zum Ausdruck:
Die Universität ist seit ihrer Gründung im Mittelalter idealtypisch eine akademische Republik ohne geografische Grenzen. Ihre Grenzen sollten die Grenzen der Vernunft sein; und ihr Eintrittspass sind akademische Diplome und für die Lehrenden darüber hinaus  wissenschaftliche wie didaktische Kompetenzen.

## Forschung und Lehre
Frühe Bekanntheit erlangte er durch das 1972 auf der Grundlage der Dissertation publizierte Buch «Ist die Psychoanalyse eine Wissenschaft?». Anhand der paradigmatischen Falldarstellung «Der Wolfsmann» von Sigmund Freud prüfte er auf dem wissenschaftstheoretischen Hintergrund ihren beschreibenden bzw. erklärenden Charakter, die generelle Überprüfbarkeit der darin vorkommenden Hypothesen und wie der Überprüfungsprozess vor sich geht. Der kritische Befund, dass die Psychoanalyse der 70er Jahre zwar die wissenschaftlichen Ziele der Beschreibung und Erklärung von psychischen Sachverhalten verfolgt, die Untersuchungslogik und Methodik zur Bewährung von Hypothesen aber den wissenschaftlichen Kriterien noch nicht ausreichend genügte, hatte breite und kontroverse Aufmerksamkeit erfahren und die Debatte der Psychoanalyse als nomothetisch-realwissenschaftliche versus eine idiographisch-hermeneutische Disziplin angeregt.
Dem ging 1969 ein Artikel in der Zeitschrift Psyche (für Psychoanalyse und ihre Anwendungen) voraus, wo er die provokante Frage stellte: Bedarf die psychoanalytische Theorie eigener Kriterien der Wissenschaftlichkeit? Wissenschaftstheoretische Fragestellungen weitete er später auf die Psychotherapie bzw. andere psychotherapeutische Methoden aus, unter anderem, ob psychotherapeutische Methoden von wissenschaftlichen Grundlagentheorien ableitbar sind.
In den 70er Jahren war er gemeinsam mit Beate Minsel und Heinz Wimmer im deutschen Sprachraum ein Pionier des Eltern-Verhaltenstrainings. Die Theorie und praktische Übungen wurden in einem Buch veröffentlicht, welches insgesamt vier Auflagen erfuhr und auch ins Französische übersetzt wurde.
In Freiburg beschäftigte er sich damit wissenschaftlich weiter im Rahmen des sogenannten Mediatorenkonzeptes und schliesslich auf der Basis der Neuen Medien gemeinsam mit Yves Hänggi, was als Freiburger Trainingsprogramm – Feinfühligkeitstraining Wie sagt mein Kind, was es braucht publiziert wurde. Es wird auch Video-Feedback eingesetzt, wo die auf Video aufgenommenen Eltern-Kind-Interaktionen mit den Eltern besprochen werden.
Seit den 80er Jahren arbeiteten Perrez und sein Team vor allem auf dem Gebiet der psychologischen Stressforschung und der Erfassung des Stresserlebens und ‑verarbeitens (ambulantes Assessment mittels Personal Digital Assistant zur Beurteilung von Stresserleben in Alltagssituationen). Die Verwendung von Fragebögen für retrospektive Daten sollte durch eine zeitnahe Erfassung des Erlebens und Verhaltens in der natürlichen Umgebung ergänzt werden. Zur Erfassung des Alltagsstresses entwickelten Perrez und Michael Reicherts das erste computerunterstützte Erfassungssystem COMES. Ergänzend entwickelten Reicherts und Perrez einen Fragebogen zum prozessbezogenen Umgang mit Belastungen (UBV), der den Verlauf der Belastungsbewältigung erfasst, indem typische Belastungssituationen in drei Stadien vorgegeben werden, die hinsichtlich verschiedener Dimensionen eingeschätzt werden.
Mit seiner Equipe entwickelte er später das computerunterstützte Verfahren zur simultanen Erfassung von interaktionsrelevanten psychologischen Merkmalen des Verhaltens und Erlebens in Familien mit Adoleszenten. Der Familienstress und die Emotionsregulation in der Familie und bei Paaren wurden u. a. im Rahmen des europäischen Projekts FamWork mit Hilfe des computerunterstützten Assessments in der natürlichen Umgebung erfasst und auch kulturvergleichend analysiert.
Gemeinsam mit Urs Baumann aus Salzburg ist er Herausgeber und Verfasser einzelner Artikel des Lehrbuchs Klinische Psychologie und Psychotherapie, welches – jeweils aktualisiert – mehr als 20 Jahre Bestand hatte und 2011 in 4. Auflage erschienen ist. An diesem 37 Kapitel umfassenden Lehrbuch haben neben den Herausgebern 52 Autoren als Experten für die jeweilige Domäne ihres Kapitels mitgewirkt. Es stellt bezüglich Klassifikation, Ätiologie und Therapie nicht nur die Syndrome dar, sondern ist nach verschiedenen Ebenen der Komplexität der Störungen organisiert: Intrapersonell gestörte psychische Funktionen wie z. B. Wahrnehmung oder Gedächtnis, Funktionsmuster (Syndrome) wie z. B. Depressive Störungen oder Posttraumatische Belastungsstörungen und Interpersonelle Störungen wie z. B. in der Partnerschaft oder Familien. Bei der Ätiologie werden neben den psychologischen Faktoren auch genetische und biologische vermittelt. Es wurde ins Spanische und Russische übersetzt und war Grundlage der Ausbildung an zahlreichen Universitäten.

## Weitere Publikationen (Auswahl)
- M. Perrez: Ist die Psychoanalyse eine Wissenschaft. Hans Huber, Bern 1972. (1979 überarb. u. erweiterte 2. Auflage; ISBN 978-3-45630564-6
  - Italienische Übersetzung: La Psicoanalisi: Una scienza? Collana di Studi Freudiani. Editrice Città Nuova, Rom 1977)
- M. Perrez, B. Minsel, H. Wimmer: Elternverhaltenstraining – Theoretische Einführung und praktische Übungen.  Verlag Otto Müller Salzburg, 1974; 2. Auflage 1975; 3. Auflage 1977 ISBN 978-3-70130498-1
  - Überarbeitete und erweiterte Auflage: M. Perrez, B. Minsel, H. Wimmer: Was Eltern wissen sollten: Eine psychologische Schule für Eltern, Lehrer und Erzieher. Verlag Otto Müller Salzburg 1985; ISBN 978-3-7013-0684-8
  - Lizenzausgabe der Auflage 1985: Verlag Manfred Pawlak Herrsching 1992 ISBN 978-3-88199-908-3
  - Französische Übersetzung: Ce que les parents devraient savoir. Editions Labor, Bruxelles 1990, ISBN 978-2-8040-0519-1
- H. Lukesch, M. Perrez, K. A. Schneewind (Hrsg.): Familiäre Sozialisation und Intervention. Huber, Bern 1980, ISBN 3-456-80857-7.
- M. Perrez, M. Reicherts: Stress, Coping and Health. A Situation-Behavior Approach. Theory, Methods, Applications. Hogrefe & Huber Publishers, Toronto 1992. Mit einem Vorwort von Richard S. Lazarus. ISBN 978-0-88937065-4
- G. Bodenmann, M. Perrez, J. M. Gottman: Die Bedeutung des intrapsychischen Copings für die dyadische Interaktion unter Stress. In: Zeitschrift für Klinische Psychologie. 25, 1, 1996, S. 1–13.  (Abstract)
- G. Yue, M. Perrez, X. Han: Psychology at Chinese universities and in Chinese society – With special reference to clinical psychology. In: Swiss Journal of Psychology. 57, 3, 1998, S. 178–187. (Artikel)
- M. Perrez, D. Schöbi, P. Wilhelm: How to Assess Social Regulation of Stress and Emotions in Daily Family Life? A Computer-assisted Family Self-monitoring System (FASEM-C). In: Clinical Psychology and Psychotherapy. 7, 2000, S. 326–339. (Artikel)
- K.-D. Hänsgen, M. Perrez: Computerunterstützte Diagnostik in Familie und Erziehung: Ansätze und Perspektiven. In: Psychologie in Erziehung und Unterricht. 48, 3, 2001, S. 161–178. (Abstract)
- P. Wilhelm, & M. Perrez (2004): How is my partner feeling in different daily-life settings? Accuracy of spouses’ judgements about their partner’s feelings at work and at home. In: Social Indicators Research 67, 1–2, S. 183–246. doi:10.1023/B:SOCI.0000007339.48649.20
- D. Schoebi, Z. Wang, V. Ababkov, M. Perrez: Affective interdependence in married couples’ daily lives: are there cultural differences in partner effects of anger? In: Family Science. 1(2), 2010, S. 83–92. doi:10.1080/19424620903471681
- M. Perrez, U. Baumann (Hrsg.): Lehrbuch Klinische Psychologie - Psychotherapie. 4., vollst. überarb. Auflage. Hans Huber, Bern 2011. ISBN 978-3-45685007-8
- A. Debrot, W. L. Cook, M. Perrez, A. B. Horn: Deeds matter: Daily enacted responsiveness and intimacy in couples' daily lives. In: Journal of Family Psychology. 26, 2012, S. 617–627. doi:10.1037/a0028666.
- P. Wilhelm, K. Pawlik, M. Perrez: Conducting research in daily life: A Historical Review. In: M. R. Mehl, T. S. Conner (Hrsg.): Handbook of research methods for studying daily life. Guilford Press, New York, NY 2012. ISBN 978-1-46251305-5
- M. Perrez, D. Schoebi (2015): Das Ambulante Assessment (AA) in der Einzelfallanalyse. In: M. Reicherts & P. A. Genoud (Hrsg.): Einzelfallanalysen in der psychosozialen Forschung und Praxis (S. 85–111). Weitramsdorf: ZKS-Verlag. ISBN 978-3-93424748-2
- G. Krampen, M. Perrez (2015): Publikationsschwerpunkte der Klinischen Psychologie und Psychotherapieforschung im deutsch- versus angloamerikanischen Bereich. Eine szientometrische Bestandsaufnahme für 1980–2014. In: Zeitschrift für Klinische Psychologie und Psychotherapie, 44 (3), S. 181–196 doi:10.1026/1616-3443/a000320